# Father's Dress Suit
Father's Dress Suit è un cortometraggio muto del 1911 diretto da Bannister Merwin che firma anche la sceneggiatura del film. Tra gli interpreti, nel ruolo della ragazzina, Gladys Hulette, una famosa attrice-bambina ormai adolescente (qui aveva quindici anni). Nel ruolo della madre, l'attrice Alice Washburn qui alla sua seconda apparizione sugli schermi. Attrice teatrale, Washburn debuttò nel cinema a cinquant'anni.

## Produzione
Il film fu prodotto dalla Edison Company.

## Distribuzione
Distribuito dalla General Film Company, il film - un corto di 150 metri - uscì nelle sale cinematografiche statunitensi il 7 giugno 1911, proiettato col sistema dello split reel, programmato insieme a un altro cortometraggio prodotto dalla Edison, la commedia A Lesson Learned.